# Mordella luteoguttata
Mordella luteoguttata es una especie de coleóptero de la familia Mordellidae.

## Distribución geográfica
Habita en Bolivia.